# Rocco Ricciardulli
Rocco Ricciardulli (Bernalda, 1961) è un regista e sceneggiatore italiano.

## Biografia
Nato a Bernalda in Basilicata, dopo gli studi liceali si trasferisce a Los Angeles dove frequenta corsi di recitazione e regia. Rientrato in Italia, entra a far parte della compagnia teatrale Macrò Maudit. Scrive e dirige pièce teatrali rappresentate in Italia, Canada e negli off Broadway di New York. Tra le più importanti: Ammerika, Animelle! Un euro al chilo, A casa di David e Trilogia della vendetta. Ed è proprio uno dei tre atti di quest'ultima pièce che ispirerà la prima stesura del lungometraggio L'ultimo Paradiso.
Nel 2015 scrive e dirige il cortometraggio Occhi, contro lo sfruttamento dell'immagine della donna nei media, prodotto dalla camera del Lavoro di Milano e dalla Banca Popolare di Milano. 
Nello stesso anno fonda la Silver Productions, casa di produzione cinematografica.
Nel 2016 scrive e dirige il suo guerrilla movie All'improvviso Komir, un road movie selezionato tra i 5 candidati nel Concorso "Rivelazioni" del Museo Interattivo del Cinema e selezionato all'Italian Contemporary Film Festival di Berlino. 
Nel 2020 è autore del soggetto, regista e sceneggiatore insieme a Riccardo Scamarcio del lungometraggio Original Netflix L'ultimo Paradiso (The Last Paradiso), sulla piattaforma worldwide dal 5 febbraio 2021. Compone con il fratello Pasquale i due temi principali delle musiche originali del film.
Nel 2024 sposa l'attrice Gaia Bermani Amaral.

## Filmografia
- All'improvviso Komir (Suddenly Komir) (2016)
- L'ultimo Paradiso (2021)